# Streptocitta
Streptocitta is een geslacht van zangvogels uit de familie  spreeuwen (Sturnidae). Er zijn twee soorten:
- Streptocitta albertinae – Sulamaina
- Streptocitta albicollis – Witnekmaina